# Tontine Coffee House
La Tontine Coffee House era una caffetteria di New York, situata nel quartiere Manhattan e fondata all'inizio del 1793.  Rappresentò una sorta di borsa valori informale per i broker prima dell'istituzione del NYSE nel 1817.

## Storia
Situata all'82 di Wall Street, all'angolo nord-ovest di Water Street, fu costruita da un gruppo di agenti di cambio come luogo di incontro per il commercio e la corrispondenza. Era organizzato come una tontina, una sorta di piano di investimento, e finanziato dalla vendita di 203 azioni da 200 sterline ciascuna. Il 17 maggio 1792, la creazione dell'Buttonwood Agreement, che obbligava i suoi firmatari a commerciare solo tra loro, diede effettivamente origine a una nuova organizzazione di commercianti.